# Nuevo Francos
Nuevo Francos es una localidad del término municipal de Machacón, provincia de Salamanca, Comunidad Autónoma de Castilla y León, España.
Se integra dentro de la comarca del Campo Charro. Pertenece al partido judicial de Salamanca.
Nuevo Francos fue construido en 1963 por el Instituto Nacional de Colonización para la explotación de los regadíos del Canal de Villagonzalo.

## Demografía
| Gráfica de evolución demográfica de Nuevo Francos entre 2000 y 2015                      |
|                                                                                          |
| Fuente: Instituto Nacional de Estadística de España - Elaboración gráfica por Wikipedia. |